# دیوید ریواس
دیوید ریواس (انگلیسی: David Rivas؛ زادهٔ ۲ دسامبر ۱۹۷۸) بازیکن فوتبال اهل اسپانیا است.
از باشگاه‌هایی که در آن بازی کرده‌است می‌توان به باشگاه فوتبال اوئسکا و باشگاه فوتبال رئال بتیس اشاره کرد.